# Gondékoubé
Gondékoubé är en ort i Burkina Faso.   Den ligger i provinsen Province du Bam och regionen Centre-Nord, i den centrala delen av landet, 150 km norr om huvudstaden Ouagadougou. Gondékoubé ligger 353 meter över havet och antalet invånare är 3 548.
Terrängen runt Gondékoubé är platt, och sluttar österut. Runt Gondékoubé är det ganska tätbefolkat, med 54 invånare per kvadratkilometer.. Gondékoubé är det största samhället i trakten.
Trakten runt Gondékoubé består i huvudsak av gräsmarker.